# 마테이 코바르시
마테이 코바르시(체코어: Matěj Kovář, 2000년 5월 17일 ~ )는 체코의 축구 선수이며, 현재 PSV에서 골키퍼로 뛰고 있다.